# Bình Nguyên (tỉnh)
Bình Nguyên (平原省) là một tỉnh cũ tại Trung Quốc. Tỉnh được gọi tắt là "Bình" và nằm ở vùng bình nguyên Hoa Bắc. Tỉnh được thành lập vào ngày 20 tháng 8 năm 1949 và được hình thành trên phần tây nam của tỉnh Sơn Đông và phần phía bắc Hoàng Hà thuộc tỉnh Hà Nam. Thủ phủ tỉnh Bình Nguyên là Tân Hương, nay thuộc tỉnh Hà Nam. Ngày 15 tháng 11 năm 1952, hội nghị lần thứ 19 của ủy ban chính phủ Nhân dân Trung ương đã quyết định bãi bỏ tỉnh Bình Nguyên và hoàn trả lại các phần đất trước kia cho hai tỉnh Sơn Đông và Hà Nam, tỉnh Bình Nguyên từ đây cũng đi vào lịch sử.
Các đơn vị hành chính thuộc tỉnh Bình Nguyên là:
- Thành phố Tân Hương (新鄉市)
- Thành phố An Dương (安陽市)
- Đặc khu Hà Trạch (菏澤專區)
- Đặc khu Hồ Tây (湖西專區)
- Đặc khu Liêu Thành (聊城專區)
- Đặc khu Bộc Dương (濮陽專區)
- Đặc khu An Dương (安陽專區)
- Đặc khu Tân Hương (新鄉專區)

Các thành phố và đặc khu được chia tiếp thành 56 huyện, 1 khoáng khu và 5 thành quan trấn.